# Браян Гекстолл (молодший)
Браян Гекстолл (англ. Bryan Hextall Jr., нар. 23 травня 1941, Вінніпег) — колишній канадський хокеїст, що грав на позиції центрального нападника. Батько Рона Гекстолла, рідний брат Денніса Гекстолла та син Браяна Гекстолла.

## Ігрова кар'єра
Професійну хокейну кар'єру розпочав 1958 року.
Протягом професійної клубної ігрової кар'єри, що тривала 22 років, захищав кольори команд «Нью-Йорк Рейнджерс», «Ванкувер Канакс», «Піттсбург Пінгвінс», «Атланта Флеймс», «Детройт Ред-Вінгс» та «Міннесота Норт-Старс».

## Статистика НХЛ
| Регулярний сезон | Регулярний сезон | Регулярний сезон | Регулярний сезон | Регулярний сезон | Регулярний сезон | Плей-оф | Плей-оф | Плей-оф | Плей-оф | Плей-оф | Плей-оф |
| І                | Г                | П                | О                | +/-              | ШХ               | І       | Г       | П       | О       | ШХ      |         |
| ---------------- | ---------------- | ---------------- | ---------------- | ---------------- | ---------------- | ------- | ------- | ------- | ------- | ------- | ------- |
| 549              | 99               | 161              | 260              | -20              | 738              | 18      | 0       | 4       | 4       | 59      |         |